# Biografielijst Mt

## Mti
- Patrick Mtiliga (1981), Deens voetballer

## Mtu
- Sam Mtukudzi (1988-2010), Zimbabwaans muzikant